# 陳瑞 (崇禎進士)
陳瑞（？年—？年），福建泉州府同安县籍海澄县人。明朝末年政治人物。

## 生平
萬曆四十六年（1618年）戊午科福建乡试舉人，崇祯四年（1631年）辛未科进士。吏部观政，授泰兴县知县，十年考察，调湘乡知县，十三年考察。官至刑部员外郎。